# Zoom Video Communications
Zoom Video Communications, Inc. (cách điệu thành zoom hay Zoom) là một công ty công nghệ giao tiếp Hoa Kỳ có trụ sở tại San Jose, California. Công ty cung cấp các dịch vụ gọi video và trò chuyện trực tuyến  thông qua một nền tảng phần mềm mạng ngang hàng đám mây và được sử dụng cho hội nghị từ xa, làm việc từ xa, giáo dục từ xa, và quan hệ xã hội.
Eric Yuan, một cựu kỹ sư và nhân viên Cisco, thành lập Zoom năm 2011, và ra mắt phần mềm của công ty năm 2013. Chiến lược tăng trưởng doanh thu mạnh mẽ, cùng với sự tiện lợi và đáng tin cậy của phần mềm của công ty đã giúp Zoom được định giá 1 tỷ đô la Mỹ năm 2017, biến nó trở thành một công ty "kỳ lân". Công ty bắt đầu thu lợi nhuận từ năm 2019, và tiến hành IPO trong cùng năm. Từ ngày 30 tháng 4 năm 2020, công ty được liệt kê trên sàn chứng khoán NASDAQ-100.
Đầu năm 2020, số người sử dụng phần mềm của Zoom tăng vọt sau khi những biện pháp phong tỏa dịch bệnh được đặt ra để đối phó với đại dịch COVID-19. Các sản phẩm phần mềm của công ty nhận được nhiều đánh giá liên quan đến các vấn đề bảo mật và quyền riêng tư.

## Lịch sử

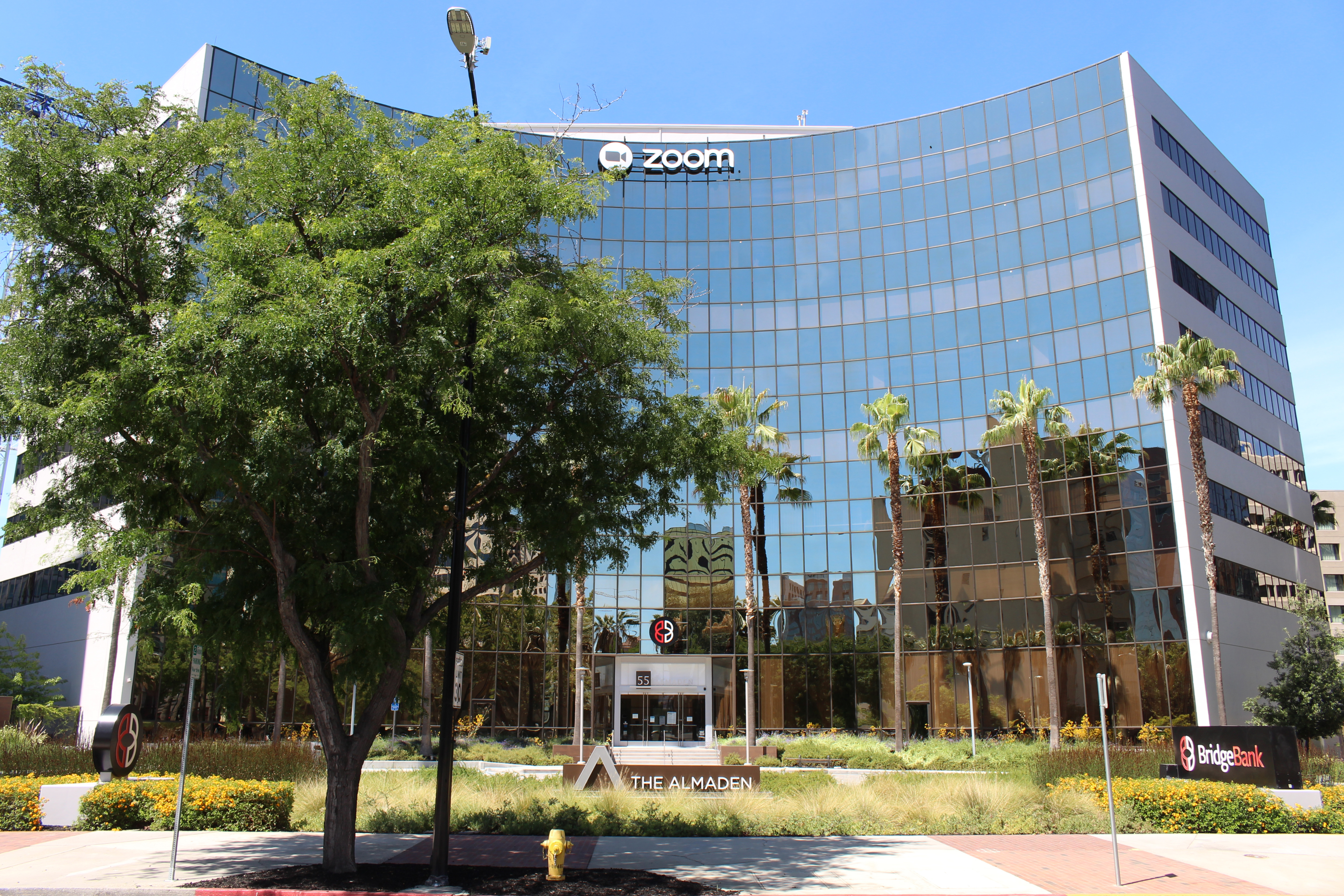
Trụ sở của Zoom, Downtown San Jose, trong Thung lũng Silicon.

### Những năm đầu
Zoom được sáng lập bởi Eric Yuan, người từng giữ chức phó giám đốc Cisco Webex. Tháng 4 năm 2011, anh rời Cisco cùng 40 kỹ sư để thành lập công ty mới, ban đầu gọi là Saasbee, Inc. Công ty gặp khó khăn trong việc tìm nhà đầu tư khi mà nhiều người nghĩ rằng thị trường gọi video đã bão hòa. Tháng 6 năm 2011, công ty gọi vốn được 3 triệu đô la tài trợ hạt giống từ nhà sáng lập WebEx Subrah Iyar, cựu SVP Cisco, và Dan Scheinman, cùng nhà đầu tư mạo hiểm Matt Ocko, TSVC, và Bill Tai.
Tháng 5 năm 2012, công ty đổi tên thành Zoom, lấy cảm hứng từ quyển sách cho trẻ em Zoom City của Thacher Hurd. Tháng 9 năm 2012, Zoom ra mắt phiên bản beta với khả năng tổ chức cuộc họp giữa tối đa 15 người tham gia. Tháng 11 năm 2012, công ty lập ký kết với khách hàng đầu tiên: Đại học Stanford. Dịch vụ được ra mắt công khai tháng 1 năm 2013 sau khi công ty gọi được 6 triệu đô la Series A từ Qualcomm Ventures, nhà sáng lập Yahoo! Jerry Yang, nhà sáng lập WebEx Subrah Iyar, và cựu SVP Cisco Dan Scheinman. Zoom ra mắt phiên bản 1.0 và nâng số người tham gia tối đa lên 25 người mỗi cuộc họp. Đến cuối tháng đầu tiên, Zoom có 400.000 người dùng, và đến tháng 5 năm 2013, công ty cán mốc 1 triệu người sử dụng.

### Tăng trưởng
Tháng 7 năm 2013, Zoom hợp tác với các nhà cung cấp phần mềm cộng tác B2B như Redbooth (lúc này là Teambox), đồng thời tạo nên chương trình Works with Zoom, hợp tác cùng Logitech, Vaddio, và InFocus. Tháng 9 năm 2013, công ty thu về 6,5 triệu đô la vốn Series B từ Horizon Ventures và các nhà đầu tư trước đó. Lúc này, công ty đã có 3 triệu người dùng.
Ngày 4 tháng 2 năm 2015, công ty nhận được 30 triệu đô la tiền vốn Series C từ những nhà đầu tư như Emergence Capital, Horizons Ventures (Li Ka-shing), Qualcomm Ventures, Jerry Yang, và Patrick Soon-Shiong. Lúc này, Zoom đã có 40 triệu người dùng, với 65.000 tổ chức và hơn 1 tỷ phút gọi kể từ khi thành lập. Trong hai năm 2015 và 2016, công ty tích hợp phần mềm của mình với Slack, Salesforce, và Skype for Business. Phiên bản 2.5 ra mắt tháng 10 năm 2015 cho phép mỗi cuộc họp có tối đa 50 người tham gia và 1.000 người đối với khách hàng doanh nghiệp. Tháng 11 năm 2015, nguyên chủ tịch RingCentral David Berman trở thành giám đốc của công ty, và Peter Gassner, nhà sáng lập và CEO của Veeva Systems, tham gia ban giám đốc của Zoom.
Tháng 1 năm 2017, công ty thu về 100 triệu đô la tiền vốn Series D từ Sequoia Capital với định giá 1 tỷ USD, trở thành một công ty kỳ lân. Tháng 4 năm 2017, Zoom ra mắt sản phẩm y tế từ xa cho phép bác sĩ tổ chức các buổi gặp mặt bệnh nhân từ xa. Tháng 5 năm 2017, Zoom ra mắt tích hợp với hệ thống gọi video của Polycom, cho phép những tính năng như gọi nhiều màn hình và thiết bị, chia sẻ màn hình HD và không dây, tích hợp lịch với Microsoft Outlook, Google Calendar, và iCal. Ngày 25–27 tháng 9 năm 2017, Zoom tổ chức Zoomtopia 2017, cuộc họp người dùng thường niên đầu tiên, và thông báo hợp tác với Meta để tích hợp Zoom với thực tế tăng cường, tích hợp với Slack và Workplace by Facebook, đồng thời bắt đầu dấn vào lĩnh vực nhận dạng giọng nói bằng trí tuệ nhân tạo.

### IPO và sau đó
Ngày 18 tháng 4 năm 2019, Zoom trở thành một công ty đại chúng qua một phát hành công khai lần đầu. Sau khi định giá ở 36 đô la một cổ phiếu, giá cổ phiếu tăng hơn 62% trong ngày đầu tiên giao dịch. Công ty được định giá 16 tỷ đô la đến cuối ngày giao dịch đầu tiên. Trước khi IPO, Dropbox đầu tư 5 triệu đô la vào Zoom.
Trong thời kỳ đại dịch COVID-19, Zoom chứng kiến sự tăng trưởng mạnh trong các mảng làm việc từ xa, giáo dục từ xa, và quan hệ xã hội trực tuyến. Hàng ngàn tổ chức giáo dục chuyển sang các lớp học trực tuyến trên Zoom. Công ty cung cấp dịch vụ miễn phí cho những trường phổ thông ở nhiều nước. Chỉ trong 2 tháng đầu năm 2020, Zoom đã thu về hơn 2,22 triệu người dùng — nhiều hơn số người dùng mới trong toàn bộ năm 2019. Trong một ngày vào tháng 3 năm 2020, ứng dụng Zoom được tải về 2,13 triệu lần. Số người gọi hàng ngày tăng từ 10 triệu người tháng 12 năm 2019 lên hơn 300 triệu người vào tháng 4 năm 2020. Điều này giúp giá cổ phiếu của công ty tăng trong đầu năm 2020, mặc cho suy thoái thị trường chứng khoán chung. Giá cổ phiếu của Zoom tăng từ 70 đô la tháng 1 năm 2020 lên 150 đô la một cổ phiếu cuối tháng 3. Đến tháng 6 năm 2020, công ty được định giá hơn 67 tỷ đô la.
Ngày 7 tháng 4 năm 2020, Zoom thông báo mua lại Keybase, một công ty chuyên trong lĩnh vực mã hóa đầu cuối. Tháng 6 năm 2020, công ty thuê giám đốc đa dạng đầu tiên, Damien Hooper-Campbell.
Tháng 7 năm 2020, Zoom ra mắt sản phẩn phần cứng dạng dịch vụ, gói các phần mềm của mình với phần cứng bên thứ ba như DTEN, Neat, Poly, và Yealink, và chạy trên nền tảng ServiceNow. Ngày 15 tháng 7 năm 2020, công ty công bố Zoom for Home, một dòng sản phẩm cho người dùng gia đình với mục đích làm việc từ xa. Sản phẩm đầu tiên, với phần mềm bởi Zoom và phần cứng từ DTEN, được gọi là Zoom for Home - DTEN ME. Nó bao gồm một màn hình 27 inch và ba camera góc rộng cùng tám microphone, với phần mềm Zoom cài đặt sẵn trong thiết bị. Sản phẩm bắt đầu ra mắt vào tháng 8 năm 2020. Đến tháng 9 năm 2020, giá cổ phiếu của Zoom đã tăng hơn 569% trong vòng một năm, với giá trị vốn hóa đạt mức 129 tỷ đô la Mỹ.
Tăng trưởng hơn 635% trong năm 2020, Zoom trở thành ứng dụng gọi video phổ biến nhất trong đại dịch COVID-19. Tháng 10 năm 2020, giá trị vốn hóa của Zoom đạt mức 140 tỷ đô la. Tuy nhiên, vào tháng 11, sau những báo cáo về hiệu quả của vaccine COVID-19, giá cổ phiếu của Zoom giảm hơn 15%. In January 2021, Zoom raised $2 billion through a common stock offering.
Tháng 6 năm 2021, Zoom mua Kites (Karlsruhe Information Technology Solutions), một công ty dịch thuật sử dụng trí tuệ nhân tạo nhằm làm giảm rào cản ngôn ngữ trong các cuộc gọi video.

## Chỉ trích

### Quyền riêng tư
Zoom đã bị chỉ trích vì các hoạt động tích trữ dữ liệu, bao gồm việc thu thập và lưu trữ "nội dung có trong bản ghi trên đám mây và tin nhắn tức thời, tệp, bảng trắng" cũng như cho phép chủ nhân theo dõi nhân viên từ xa. Tổ chức Electronic Frontier Foundation cảnh báo rằng quản trị viên có thể tham gia bất kỳ cuộc gọi nào vào bất kỳ lúc nào "mà không cần có sự đồng ý hoặc cảnh báo cho những người tham dự cuộc họp." cho phép nó xác định người dùng với thông tin cá nhân của họ trên Google và cũng đề nghị xóa vĩnh viễn danh bạ Google của họ.
Việc sử dụng rộng rãi Zoom cho giáo dục trực tuyến trong đại dịch coronavirus mới làm tăng mối lo ngại về quyền riêng tư dữ liệu của sinh viên và đặc biệt là thông tin nhận dạng cá nhân của họ. Theo FBI, địa chỉ IP của học sinh, lịch sử duyệt web, tiến độ học tập và dữ liệu sinh trắc học có thể gặp rủi ro trong quá trình sử dụng các dịch vụ học tập trực tuyến tương tự. Các chuyên gia về quyền riêng tư cũng lo ngại rằng việc sử dụng Zoom của các trường học và trường đại học có thể gây ra các vấn đề liên quan đến việc giám sát trái phép học sinh và có thể vi phạm quyền của học sinh theo Đạo luật Quyền riêng tư và Quyền Giáo dục Gia đình (FERPA). Công ty tuyên bố rằng các dịch vụ video tuân thủ FERPA và cũng tuyên bố rằng họ chỉ thu thập và lưu trữ dữ liệu người dùng để "cung cấp hỗ trợ kỹ thuật và vận hành".
Ứng dụng iOS của công ty được phát hiện đang gửi dữ liệu phân tích thiết bị tới Facebook khi khởi động, bất kể tài khoản Facebook có được sử dụng dịch vụ hay không và không đề cập đến người dùng. Vào ngày 27 tháng 3, Zoom tuyên bố rằng "gần đây đã biết rằng SDK Facebook đang thu thập dữ liệu thiết bị không cần thiết" và nó đã vá ứng dụng để xóa SDK (chủ yếu được sử dụng để hỗ trợ đăng nhập xã hội) để giải quyết những mối quan tâm này. Công ty tuyên bố rằng SDK chỉ thu thập thông tin về thông số kỹ thuật của thiết bị (như tên model và phiên bản hệ điều hành) và không thu thập thông tin cá nhân. Vào tháng 4 năm 2020, Thời báo New York đã báo cáo rằng tính năng khai thác dữ liệu trên Zoom tự động gửi tên người dùng và địa chỉ email đến LinkedIn thông qua một công cụ phù hợp với hồ sơ người dùng, cho phép một số người tham gia truy cập lén lút dữ liệu hồ sơ LinkedIn về người dùng khác.
Vào tháng 3 năm 2020, Zoom đã bị kiện tại Tòa án Liên bang Hoa Kỳ vì tiết lộ bất hợp pháp dữ liệu cá nhân cho các bên thứ ba bao gồm cả Facebook. Theo đơn kiện, chính sách bảo mật của Zoom không giải thích cho người dùng rằng ứng dụng của nó chứa mã tiết lộ thông tin cho Facebook và các bên thứ ba tiềm năng khác. Khiếu nại "các biện pháp thiết kế chương trình và bảo mật hoàn toàn không phù hợp đã được đưa ra, và sẽ tiếp tục dẫn đến việc tiết lộ trái phép thông tin cá nhân của người dùng", theo đơn khiếu nại. Cùng tháng đó, Tổng chưởng lý bang New York, Letitia James đã đưa ra một cuộc điều tra về thực tiễn bảo mật và quyền riêng tư của Zoom.

### Bảo mật
Vào tháng 7 năm 2019, nhà nghiên cứu bảo mật Jonathan Leitschuh đã tiết lộ lỗ hổng zero-day cho phép bất kỳ trang web nào buộc người dùng macOS tham gia cuộc gọi Zoom, với máy quay video của họ được kích hoạt mà không cần sự cho phép của người dùng. Ngoài ra, các nỗ lực gỡ cài đặt máy khách Zoom trên macOS sẽ nhắc phần mềm tự động cài đặt lại trong nền, sử dụng máy chủ web ẩn được thiết lập trên máy trong lần cài đặt đầu tiên và vẫn hoạt động ngay cả sau khi cố gắng xóa ứng dụng khách. Sau khi nhận được sự chỉ trích công khai, Zoom đã cập nhật phần mềm của họ để xóa lỗ hổng và máy chủ web bị ẩn, cho phép gỡ cài đặt hoàn toàn.
Việc tăng cường sử dụng Zoom trong đại dịch coronavirus đã gây ra sự giám sát chặt chẽ về bảo mật của Zoom, bao gồm cả các trường hợp thông tin đăng nhập của người dùng Windows có thể bị lộ. Lừa đảo liên quan đến Zoom cũng xuất hiện, chẳng hạn như sự gia tăng của các trang web và liên kết giả mạo được tạo để đánh cắp thông tin cá nhân. "Zoombombing", khi một người tham gia không mong muốn tham gia một cuộc họp để gây gián đoạn, cũng tăng lên, đưa ra cảnh báo từ FBI.
Vào tháng 4 năm 2020, Zoom thừa nhận rằng một số cuộc gọi Zoom đã được chuyển qua các máy chủ ở Trung Quốc đại lục. Zoom Video Communications đưa ra lời xin lỗi nhưng chỉ giải thích một phần. Cũng vào tháng tư, thống đốc bang New York đã đưa ra một số câu hỏi chính thức và rõ ràng về Zoom. Hơn nữa, vào tháng 4 năm 2020, các nhà nghiên cứu bảo mật với The Citizen Lab đã đưa ra một báo cáo kết luận rằng Zoom có các điểm yếu về bảo mật và mã hóa đáng kể.
Trước nhiều lo ngại về quyền riêng tư và bảo mật, vào tháng 3 năm 2020, thống đốc bang New York, Letitia James, đã đưa ra một cuộc điều tra về thực tiễn bảo mật và quyền riêng tư của Zoom. Sau những thắc mắc này, Zoom đã bị Sở Giáo dục thành phố New York cấm từ các trường học ở thành phố New York do vấn đề bảo mật và quyền riêng tư với nền tảng này.

### Zoombombing tại Việt Nam
Tại Việt Nam, vào năm 2020 trong kì nghỉ học phòng đại dịch COVID-19 hiện tượng zoombombing đã xuất hiện, nhiều giáo viên và trường học sử dụng Zoom để dạy học trực tuyến đã bị học sinh chia sẻ ID cùng mật khẩu buổi học tung lên mạng xã hội khiến các thành phần với mục đích phá hoại đăng nhập buổi học và trình chiếu những bộ phim khiêu dâm, giả tên của các hiện tượng mạng như Khá Bảnh, Huấn Hoa Hồng và phát ngôn những câu nói tục tĩu, phản giáo dục nhằm phá hoại buổi học. Một vài học sinh khác thì lại lên Google Play đánh giá ứng dụng Zoom Cloud Meetings một sao và các bình luận yêu cầu "xoá app để không phải học". Những vụ việc này cộng với bảo mật kém từ Zoom khiến nhiều giáo viên và học sinh cảm thấy bất bình và nêu lên những suy nghĩ tiêu cực. Một vài cơ sở giáo dục đã quyết định thay thế Zoom bằng các ứng dụng dạy học khác như Microsoft Teams, Google Hangouts Meet.

### Cấm sử dụng
Do những lo ngại về quyền riêng tư và bảo mật khác nhau, nhiều tổ chức và tổ chức chính phủ đã cấm sử dụng Zoom and Prompt Résolve.